# Lycée Carcado-Saisseval
Pour les articles homonymes, voir Carcado et Saisseval (homonymie).
Le lycée Carcado-Saisseval est un établissement scolaire privé catholique sous contrat parisien.
Il est situé 121 boulevard Raspail (6e arrondissement de Paris).

## Historique
Le lycée est issu de l'Œuvre des enfants délaissés, une institution créée en 1803 par deux veuves, Mme de Carcado et Mme de Saisseval, dames de compagnie de la sœur de Louis XVI et engagées toutes les deux depuis la Révolution française dans la Société du Cœur de Marie.

## Présentation du lycée
Le lycée accueille en 2016-2017 plus de 1 400 élèves. Il est un lycée catholique sous contrat d'association avec l'Etat, qui propose des formations professionnelles dans le domaine sanitaire et social et dans le domaine commercial.

En 2005, le lycée a été labellisé par le ministère de l'Éducation nationale : « Lycée des Métiers des Activités Sanitaires et Sociales et des Activités Commerciales ».
Il dispose d'une large gamme de formations, aussi bien dans l'enseignement professionnel (bac pro, CAP) que dans l'enseignement technologique (bac techno) et l'enseignement supérieur (BTS, licences pro).

Le lycée est toujours placé sous la tutelle des Filles du Cœur de Marie, dont la maison-mère est située dans les locaux de l'établissement.

## Classement du lycée
En 2015, le lycée se classe 84e sur 109 au niveau départemental quant à la qualité d'enseignement, et 1261e au niveau national. Le classement s'établit sur trois critères : le taux de réussite au bac, la proportion d'élèves de première qui obtient le baccalauréat en ayant fait les deux dernières années de leur scolarité dans l'établissement, et la valeur ajoutée (calculée à partir de l'origine sociale des élèves, de leur âge et de leurs résultats au diplôme national du brevet).